# أبو بكر بن عمار (عالم)
أبو بكر بن عمار (1255 /653 هـ - القرن 13) هو عالم وواعظ ديني من مدينة حمص في سوريا ، له تعاليق ومؤلفات في الأصول والفقه وغيرها وله ميل إلى التصوف واعمال القلوب وكان يكثر ذكر العالم ابن تيمية ، أعماله ومؤلفاته مرجع للباحثين في علوم الدين .

## مصدر
- الرد الوافر